# Curculionellus riparius
Curculionellus riparius  (лат.) — вид мирмекофильных хищных коротконадкрылых жуков рода Curculionellus из подсемейства ощупники (Pselaphinae).

## Распространение
Австралия (Новый Южный Уэльс).

## Описание
Мелкие коротконадкрылые жуки—ощупники (Pselaphinae). Мирмекофилы, обнаруженные в качестве инквилинов муравьёв видов Rhytidoponera metallica (Smith, 1858) (из подсемейства понерины) и Iridomyrmex rufoniger (Lowne, 1865) (долиходерины).
Голова и переднеспинка покрыты микросетчатой скульптурой. Фронтальный рострум головы длинный и выступающий. 4-й членик нижнечелюстных щупиков широкий по всей своей длине; 3-й членик маленький и треугольный; 2-й членик стебельчатый в основании.
Вид был впервые описан в 1900 году французским дипломатом и зоологом Ахиллом Раффреем (Achille Raffray, 1844—1923). Валидный статус был подтверждён в 2001 году в ходе родовой ревизии , проведённой американским энтомологом профессором Дональдом С. Чандлером (Chandler Donald S.; University of New Hampshire, Durham, Нью-Гэмпшир, США).
Таксон Curculionellus riparius включён в отдельный род Curculionellus вместе с видами Curculionellus punctatus (King, 1865) и Curculionellus semipolitus Schaufuss, 1886 и отнесён к трибе Pselaphini из подсемейства Pselaphinae.